# Paragem de Torre da Cardeira
A Paragem de Torre da Cardeira foi uma interface do Ramal de Moura, que servia a localidade de Monte da Torre da Cardeira, no concelho de Beja, em Portugal.

## História
Esta interface encontrava-se no lanço do Ramal de Moura entre Beja e Quintos, que foi aberto em 2 de Novembro de 1869.
O Ramal de Moura foi encerrado pela empresa Caminhos de Ferro Portugueses em 2 de Janeiro de 1990.